# Große Plaike
Große Plaike är en bergstopp i Österrike.   Den ligger i distriktet Salzburg-Umgebung och förbundslandet Salzburg, i den centrala delen av landet, 240 km väster om huvudstaden Wien. Toppen på Große Plaike är 1 034 meter över havet, eller 81 meter över den omgivande terrängen. Bredden vid basen är 3,3 km.
Terrängen runt Große Plaike är kuperad åt sydost, men åt nordväst är den platt. Runt Große Plaike är det ganska tätbefolkat, med 139 invånare per kvadratkilometer.. Närmaste större samhälle är Salzburg, 17,2 km sydväst om Große Plaike. 
I omgivningarna runt Große Plaike växer i huvudsak blandskog.